# Per capita
Per capita je latinská fráze: slovo per zde znamená „skrze“, „přes“, „podle“ či „na“ a slovo capita je plurál akuzativu od slova caput, což znamená hlava. Doslovně tedy fráze znamená zhruba „podle hlav“ či „na každou hlavu“. V češtině je alternativou „na osobu“, „na člověka“ či „na hlavu“.
Pojem je využíván v široké paletě společenských věd a v kontextu statistického výzkumu, například ve statistikách států či samospráv či jako ekonomické indikátory.